# La Fin de partie de l'Enchanteur
La Fin de partie de l'Enchanteur (Enchanters' End Game) est le cinquième et dernier opus de la saga de fantasy de David et Leigh Eddings, la Belgariade.

## Synopsis
Alors que Garion, Belgarath et Silk progressent en terre malloréenne en direction de la Cité de la Nuit Éternelle, Ce'Nedra et les souverains du Ponant avancent avec une immense armée pour procurer la diversion qui assurerait le chemin libre à leurs compagnons.
Arrivée à la chaine de montagnes de l'À-Pic, les chevaliers algarois et mïmbraïques commencent à ravager la terre des Thulls afin de désorganiser les armées angarakes des Malloréens et des Murgos, disperser leurs troupes afin de pouvoir frapper en force à Thull Mardu et ouvrir, de ce fait, la route de l'océan aux navires chéresques du roi Anheg qui auront la tâche de couler tous les navires venant de Mallorée.
Pendant ce temps, Garion et ses compagnons progressent en Mallorée vers la Cité de la Nuit Eternelle où Garion doit affronter Torak tandis que tous les mages et les militaires du nord de la Mallorée se lancent à leur trousse afin de capturer le roi de Riva.
Dans le Ponant, l'assaut sur Thull Mardu est mené avec toute la puissance militaire dont sont capables les Aloriens et leurs alliés.
Cependant, au terme d'une nuit totale de combat pour la conquête de la cité, les armées de l'ouest se retrouvent pris en tenaille entre les troupes murgos et malloréennes.
Durant le combat, Polgara, Ce'Nedra et Durnik sont capturés par les Malloréens et amenés à la Cité de la Nuit Éternelle pour être livrés à Torak.
Le hasard veut qu'ils y retrouvent Garion et ses deux compagnons pour affronter ensemble le Dieu-Dragon des Angaraks et permettre à Garion, sous l'influence de l'esprit de l'Enfant de Lumière, de vaincre enfin Torak.